# Дейманівка (Прилуцький район)
Де́йманівка — село в Україні, у Срібнянській селищній громаді Прилуцького району Чернігівської області. Розташоване на правому березі р. Лисогору, за 4 км від центру громади та за 35 км від залізничної ст. Прилуки. Населення становить 219 осіб. До 2017 року орган місцевого самоврядування — Гурбинська сільська рада.

## Історія
Поблизу Дейманівки виявлено поселення епохи бронзи (2 тис. до н. е.).
Вперше згадується 1665. Входила до Срібнянської, з 1761 — до Друговарвинської сотні Прилуцького полку, до
Глинського пов. (1782-96), до Прилуцького пов. (1797—1923), до Срібнянського р-ну Прилуцького округу (1923—1930).

### Гетьманщина
1666 — 21 госп.селян, з них 13 госп. «першой статі; орали на 4-х волах», 8 госп, «меншой статі; орали на 2-х волах»; «да під тим же селом млин Федора Мельника та Кості Савина на р. Лисогорі „о дву колесах“»; козаки не показані. У Д. заснований «Дейманівський скиток», який хоча й належав Густинському монастиреві, але мав свого особливого «намісника».
Універсалом 1665 гетьман І. Брюховецький віддав Густинському монастиреві «військові мірочки» з водяного млина на р. Лисогорі з двома борошняними колами і третім ступним мірошників Хвеська і Костя. Гетьман Д. Многогрішний 1670 віддав монастиреві все село і 1671 своїм універсалом наказав мешканцям села «монастирські греблі, як прийде час, гатити».
1737 — 50 госп. селян, 18 госп. козаків (4 виборних, 14 підпомічників). Діяла дерев. церква Параскеви П'ятниці (перша ц-ва збудована до 1666).
1780 — 55 дворів (70 хат) селян, 23 двори (32 хати) козаків.

### Імперський період
Найдавніше знаходження на мапах 1787 рік як Деймановский.
1797 наліч. 306 душ чол. статі податкового населення. 1859—113 дворів, 725 ж.; щорічно збирався ярмарок, у селі була сільська управа.
1861-66 козаки та казенні селяни Д. були підпорядковані Іванківському Волосному правлінню відомства Палати державного майна. Після реорганізаці ї волостей Д. 1867 увійшла до нової Срібнянської волості 2-го стану.
1886 — 109 дворів казенних селян, 73 двори козаків і 4 двори міщан та ін. , 199 хат, 1033 ж. ; діяли мурована (з дерев, верхом) ц-ва, початкове однокласне училище (засн. 1865, у віданні земства з 1872), 2 шинки, водяний млин, 16 вітряків, 3 олійниці, при Дейманівському скитку" відбувалися 2 великі ярмарки (на 10-ту п'ятницю після Паски та Симонівський 1 вересня).
1910—218 госп., з них козаків — 92, селян — 120, євреїв- 3, привілейованих — 3, наліч. 1279 ж., у тому числі 10 теслярів, 7 кравців, 3 шевці, 40 колісників, 1 столяр, 2 ковалі, 26 ткачів, 21 поденник, 6 займалися інтелігентними та 175 — ін. неземлеробськими заняттями, все ін. доросл е нас. займалося землеробством. 1167 дес. придатної землі. Земське однокласне училище містилося в будинку, побудованому 1897; в ньому навчалося 50 хлопч. та 40 дівчат (1912), діяла мурована Ризоположенська ц-ва (закрит а за часів рад. влади).

### Радянський період
У 1923-30 рр. Д. — центр сільради. 1925—307 дворів, 1522 ж.; 1930—274 двори, 1413 ж., 1996—129 дворів, 263 ж.

## Відомі люди
- Виноградська Марія Кузьмівна (1916—1979) — українська ткаля і вишивальниця, заслужений майстер народної творчості УРСР;
- Костенко Іван Петрович — кандидат історичних наук, доцент Ніжинського державного педагогічного інституту імені Миколи Гоголя, директор музею рідкісної книги;
- Косенко Борис Григорович, голова Тернопільської обласної ради (1994—1996);
- Яковенко Григорій Федорович — військовий діяч УНР, видатний підпільник антибільшовицького та антиденікінського руху, член Холодноярського повстанкому.